# Le Tour de la question
Albums de MC Solaar
MC Solaar
(1998) Cinquième As
(2001)
Le Tour de la question est le quatrième album de MC Solaar sorti en 1998. Premier album live de l'artiste, il contient tous les titres phares des 4 premiers albums de MC Solaar. Le concert dont est tiré l'album, fut donné le 11 mai 1998, à l'Olympia.
C'est le premier album de l'artiste à sortir sous Warner, car il a rompu son contrat avec Polydor trois mois plus tôt après que ce dernier ait sorti séparément les albums Paradisiaque et MC Solaar en 1997 et juillet 1998 respectivement alors que le rappeur voulait les sortir en double album, le second disque comportant de chutes studio. Il a par la suite retiré ses quatre premiers albums de la vente définitivement en 2000. Par conséquent, Le tour de la question a ainsi longtemps été le seul album proposant ces chansons, que ce soit en vente physique ou digitale.

## Liste des titres
CD 1 :
1. Nitro
2. Zoom
3. A dix de mes disciples
4. Onzième commandement
5. La concubine de l'hémoglobine
6. Paradisiaque
7. Qui sème le vent récolte le tempo
8. Tournicoti
9. Séquelles
10. Caroline
11. Obsolète
12. Quand le soleil devient froid

CD 2 :
1. Illico presto
2. Gangster moderne
3. Nouveau western
4. La 5e saison
5. Bouge de là
6. Victime de la mode
7. Wonderbra
8. Les temps changent
9. Galaktika
10. Dakota
11. Les boys bandent
12. Protège-tibia
13. Les temps changent (final)